# Häusergruppen Goebenstraße 50 bis 54 und 35 bis 39 (Düren)
Die Häusergruppen Goebenstraße 50 bis 54 und 35 bis 39 stehen im Grüngürtel in Düren in Nordrhein-Westfalen. 
Es handelt sich um Arkadenhäuser. Die Gestaltung erfolgte analog zu den Häusern Scharnhorststraße 143 bis 151. Die expressionistischen Eingangstüren sind größtenteils noch im Originalzustand erhalten.
Die Bauwerke sind unter Nr. 1/095 bis 1/100 in die Denkmalliste der Stadt Düren eingetragen.